# Мкоані
Мкоані — місто в Танзанії, головний порт, третій по величині і найменший адміністративний центр на острові Пемба, столиця регіону Південна Пемба. Населення міста складає приблизно 11000 осіб.Середня висота центральної частини порту становить 25 метрів. Найстаріша гавань на острові Пемба знаходиться у Мкоані, більшість поромів з Занзібару або материка припливають до цього міста.

## Географія
Розташоване на пагорбі з видом на широку бухту, місто складається переважно з невеликих будинків і магазинів вздовж головної дороги, яка веде до гавані.

## Економіка
Місто повільно розвивається, місцеві мешканці в основному займаються сільським господарством, також частина населення працює у адміністративних будівлях Мкоані. Добре розвинена риболовля та експорт прянощів, вирощених на плантаціях навколо міста. У місті є поштове відділення, але торгівля та обслуговування недостатньо розвинені, тому люди часто повинні їхати в Чак Чак, неофіційну столицю острова.

## Здоров'я
У місті побудована головна лікарня Абдулла. Також допомогу надають медсестри та інші медичні працівники, які отримали освіту в місцевих школах.

## Клімат
Мкоані має тропічний клімат, м'якийший від материкової частини Танзанії та м'якший, ніж на острові Занзібар. Цей клімат класифікується як «Am» в класифікації кліматів Кеппена. Середня температура в Мкоані становить 26 ° C (79 ° F). Середньорічна кількість опадів становить 1924 мм. Середньомісячні температури, як правило, від 24 до 28 ° C (75 ° F — 82 ° F). Є два дощові сезони, причому найбільша кількість опадів сягає з березня по червень, менше дощів сезон триває з листопада по грудень. Сухий місяць — січень по лютий, а найсухіший сезон — з липня по жовтень.
| Клімат Мкоані           | Клімат Мкоані | Клімат Мкоані | Клімат Мкоані | Клімат Мкоані | Клімат Мкоані | Клімат Мкоані | Клімат Мкоані | Клімат Мкоані | Клімат Мкоані | Клімат Мкоані | Клімат Мкоані | Клімат Мкоані | Клімат Мкоані |
| Показник                | Січ.          | Лют.          | Бер.          | Квіт.         | Трав.         | Черв.         | Лип.          | Серп.         | Вер.          | Жовт.         | Лист.         | Груд.         | Рік           |
| Середній максимум, °C   | 31,5          | 32,1          | 32,5          | 30,5          | 29,3          | 28,9          | 28,2          | 28,4          | 29,1          | 30,1          | 30,7          | 31,3          | 30,2          |
| Середня температура, °C | 27,3          | 27,6          | 27,9          | 26,7          | 25,7          | 25,0          | 24,2          | 24,0          | 24,4          | 25,4          | 26,3          | 27,0          | 26            |
| Середній мінімум, °C    | 23,2          | 23,1          | 23,3          | 23,0          | 22,2          | 21,1          | 20,2          | 19,7          | 19,8          | 20,7          | 21,9          | 22,8          | 21,8          |
| Норма опадів, мм        | 75            | 55            | 178           | 501           | 472           | 119           | 66            | 42            | 34            | 63            | 160           | 159           | 1924          |
| ----------------------- | ------------- | ------------- | ------------- | ------------- | ------------- | ------------- | ------------- | ------------- | ------------- | ------------- | ------------- | ------------- | ------------- |